# La dama de les camèlies

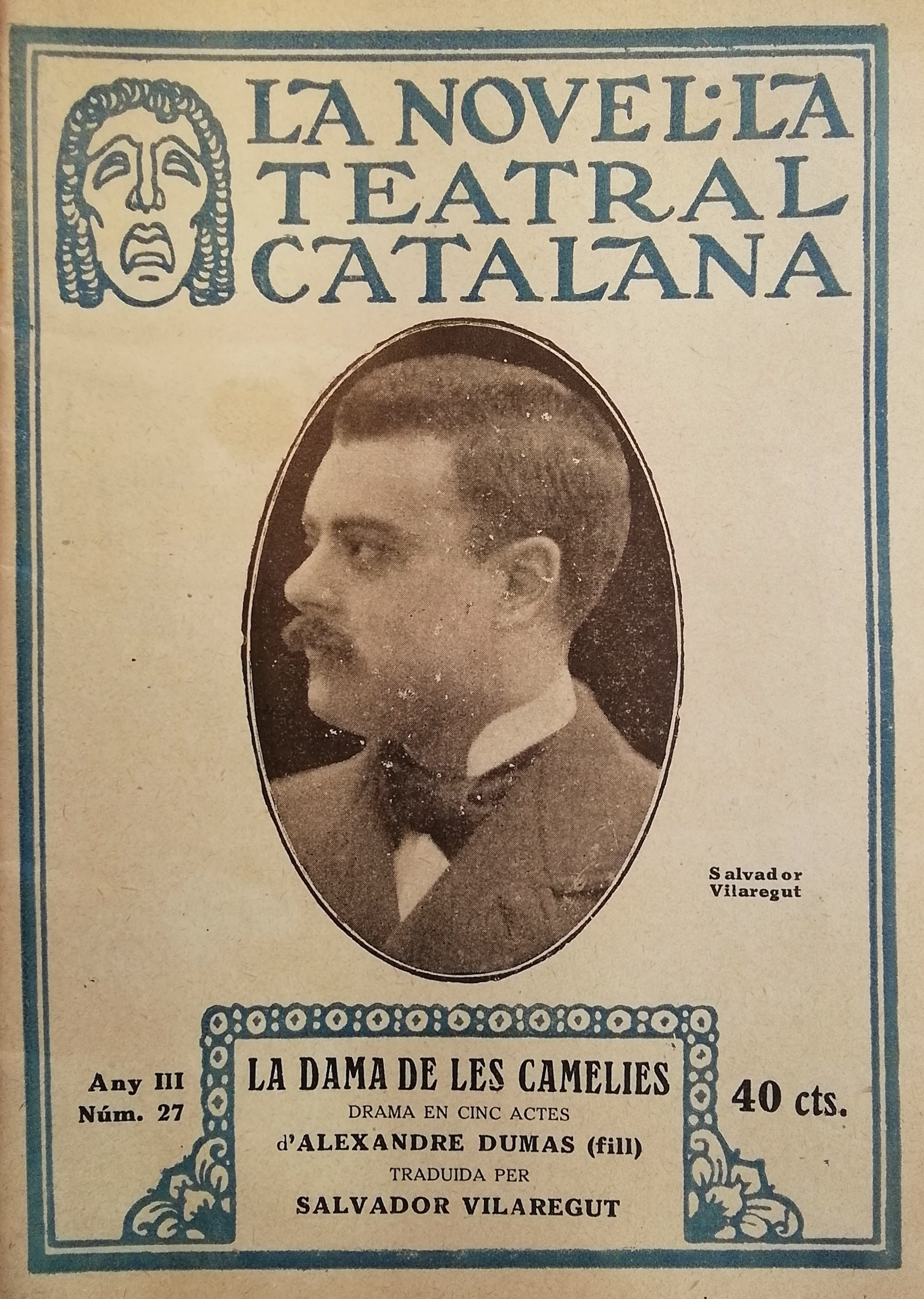
La Dama de les Camèlies, en versió teatral, publicada a Barcelona per La Novel·la Teatral Catalana l'any 1920

La dama de les camèlies (originalment en francès: La Dame aux Camélias) és una novel·la de 1848 signada per Alexandre Dumas (fill). Aquesta obra està inspirada en un fet real de la vida de l'autor relatiu a un romanç amb Marie Duplessis, una jove cortesana de París que va mantenir diferents relacions amb grans personatges de la vida social. La novel·la pertany al moviment literari que es coneixeria com a realisme, una de les primeres que conformarien la transició del romanticisme. L'òpera La Traviata, del compositor italià Giuseppe Verdi, es va basar en aquesta novel·la. També ha inspirat diverses pel·lícules, obres de teatre i ballets.

## Tema
Els principals temes de la novel·la són: la prostitució reflectida en la vida de la protagonista Margarida Gautier, els seus costums i amistats. D'altra banda, trobem l'abnegació en diversos actes de la protagonista, sobretot pel que fa al seu amor per l'Armand Duval.
També l'obra critica els prejudicis socials, que radiquen en el rebuig social d'acceptar a Margarida, principalment es representen pel pare d'Armando Duval, qui li exigeix sacrificis. Finalment, trobem en grau més baix la gelosia i la venjança en el personatge d'Armand Duval.

## Estil
Coexisteixen dos narradors en la novel·la: un narrador editor que coneix el narrador protagonista, Armand Duval. Està escrita en un llenguatge senzill i estructurada en vint capítols sense títols.

## Adaptacions
Sabine Dufrenoy adaptà al català una versió teatral de la novel·la. La peça, dirigida per Hermann Bonnín i protagonitzada per llur filla, Nausicaa Bonnín, va ser estrenada a Barcelona el 30 d'abril de 2014.
Anteriorment, l'any 1911, es va estrenar una versió teatral catalana al Teatre Principal de Barcelona.

## Traduccions al català
- Traducció de Lídia Anoll. Adesiara editorial. Martorell, 2012.[1]
- Traducció de J. DELS D. Llibreria Catalònia (col·lecció Biblioteca Univers), ca. 1935.
- Traducció/adaptació teatral de Salvador Vilaregut. La Novel·la Teatral Catalana. Barcelona, 1920.